# Abdoulie Sanyang
Abdoulie Sanyang (Serekunda, 8. svibnja 1999.) gambijski je nogometaš koji igra na poziciji desnog krila. Trenutačno igra za Hajduk Split.

## Klupska karijera
Dana 1. veljače 2022. Sanyang je potpisao ugovor na dvije i pol godine s Grenobleom. Dana 18. srpnja 2024. potpisao je ugovor s Hajdukom do 2027.

## Vanjske poveznice
- Profil, Transfermarkt